# Richard John Grecco

Bischofswappen von Richard Grecco

Richard John Grecco (* 4. März 1946 in Saint Catharines, Ontario) ist ein kanadischer Geistlicher und emeritierter römisch-katholischer Bischof von Charlottetown. 

## Leben
Grecco empfing am 2. September 1972 die Priesterweihe.
Papst Johannes Paul II. ernannte ihn am 5. Dezember 1997 zum Weihbischof in London, Ontario und zum Titularbischof von Uccula. Die Bischofsweihe spendete ihm der Altbischof von Saint Catharines, Thomas Benjamin Fulton, am 2. Februar des nächsten Jahres; Mitkonsekratoren waren John Aloysius O’Mara, Bischof von Saint Catharines, und John Michael Sherlock, Bischof von London. Als Wahlspruch wählte er Hope in The Lord („Hoffnung auf den Herrn“).
Am 27. April 2002 wurde er zum Weihbischof im Erzbistum Toronto ernannt. Am 11. Juli 2009 wurde er durch Papst Benedikt XVI. zum Bischof von Charlottetown ernannt und am 21. September desselben Jahres in das Amt eingeführt.
Papst Franziskus nahm sein Rücktrittsgesuch am 4. März 2021, seinem 75. Geburtstag, an.